# Orlando Ward
Orlando Ward (Macon, 4 de novembro de 1891 – Denver, 4 de fevereiro de 1972) foi um oficial militar do Exército dos Estados Unidos que lutou na Expedição Mexicana, Primeira Guerra Mundial e Segunda Guerra Mundial.
Ward nasceu em Macon, Missouri, filho de Ethelbert Ward e Ada Smith. Ele se formou em 1914 na Academia Militar dos Estados Unidos em West Point com a patente de tenente e foi designado para a 9ª Divisão de Cavalaria, servindo na fronteira com o México e fazendo parte da Expedição Mexicana.
Ele tornou-se um oficial de artilharia e lutou na Primeira Guerra Mundial com as Forças Expedicionárias Americanas. Ward permaneceu no exército depois da guerra e serviu em várias posições até 1939, quando foi nomeado secretário do general George Marshall, Chefe do Estado Maior do Exército, posição que manteve até 1941, quando os Estados Unidos entraram na Segunda Guerra Mundial e ele foi colocado no comando da 1ª Divisão Blindada.
Ward lutou na Operação Tocha na Campanha Norte-Africana, em que a 1ª Divisão sofreu enormes baixas na Batalha do Passo Kesserine. O tenente-general George S. Patton foi colocado no comando do II Corpo do Exército, primeiro aconselhando e depois repreendendo Ward pela necessidade de maior liderança pessoal. Patton ordenou um ataque noturno da 1ª Divisão contra unidades inimigas, com Ward sendo ferido no olho.
O impasse na Campanha da Tunísia continuou e Patton achou que Ward estava sendo muito cauteloso, finalmente dispensando-o do serviço. Ward voltou para os Estados Unidos e serviu brevemente como Chefe de Artilharia de Campo, voltando depois para a guerra no comando da 20ª Divisão Blindada na Baviera, que lutou por apenas oito dias até o fim do conflito. Ele em seguida serviu como comandante da 6ª Divisão Infantaria entre 1946 e 1949.
Ward foi nomeado chefe de história militar em 1949, ocupando essa posição até se aposentar em 1953. Ele se mudou para Denver no Colorado, onde morreu aos oitenta anos em 1972. Ward foi enterrado no Cemitério de Denver.